# ويليام بولغر
ويليام بولغر (بالإنجليزية: Bill Bulger)‏ هو سياسي أمريكي، ولد في 2 فبراير 1934 في الولايات المتحدة. حزبياً، نشط في الحزب الديمقراطي.

## مناصب
- انتخب عضو مجلس نواب ماساتشوستس (1961 – 1971).
- انتخب عضو مجلس ولاية ماساتشوستس (1971 – 1996).
- انتخب رئيس مجلس شيوخ ماساتشوستس [الإنجليزية]‏ (1978 – 1996).
- انتخب جامعة ماساتشوستس (1996 – 2003).